# ふきとひよこ
「ふきとひよこ」は、NHKの音楽番組『みんなのうた』で、2013年4月～5月に放送された楽曲。作詞・作曲：真依子、編曲：未知瑠、歌：真依子。